# 445 p.n.e.
| [ Edytuj tabelę ] |                                                                            |
| Władca Chin       | - 469 p.n.e. Zhendingwang 441 p.n.e.                                       |
| Król Kartaginy    | - 480 p.n.e. Hannon 440 p.n.e.                                             |
| Król Macedonii    | - 448 p.n.e. Perdikkas II 413 p.n.e.                                       |
| Władca Persji     | - 465 p.n.e. Artakserkses I 424 p.n.e.                                     |
| Król Sparty       | - 459 p.n.e. Plejstoanaks 409 p.n.e. - 469 p.n.e. Archidamos II 427 p.n.e. |
| Król Sydonu       | - 450 p.n.e. Baalszalim 426 p.n.e.                                         |
| Król Syngalezów   | - 454 p.n.e. Tissa 437 p.n.e.                                              |
| Król Tracji       | - 480 p.n.e. Teres I 445 p.n.e. - 445 p.n.e. Sitalkes 424 p.n.e.           |

Rok 445 p.n.e.
stulecia: VI wiek p.n.e. ~
V wiek p.n.e. ~
IV wiek p.n.e.

lata: 455 p.n.e. «
449 p.n.e. «
448 p.n.e. «
447 p.n.e. «
446 p.n.e. «
445 p.n.e. »
444 p.n.e. »
443 p.n.e. »
442 p.n.e. »
441 p.n.e. »
435 p.n.e.

## Wydarzenia
Europa
- Herodot przybył z Samos do Aten.
- Kallikrates zaprojektował świątynię Nike Apteros na ateńskim Akropolu (data sporna lub przybliżona).
- Samnici wyparli Etrusków z Kampanii[1].
- Koniec pierwszej wojny peloponeskiej (lub 446 p.n.e.).
- Rozpoczęła się budowa Hefajstejonu (data przybliżona).
- W Rzymie uchwalono Lex Canuleia.
- W sztuce greckiej zakończył się okres wczesnoklasyczny, a rozpoczął okres klasyczny.
- Zakończył się okres twórczy Myrona.

Bliski Wschód
- Megabyzus, mąż perskiej księżniczki Amytis z dynastii Achemenidów, wszczął w Syrii udaną rewoltę przeciwko jej bratu królowi Artakserksesowi I.

## Urodzili się
- Arystofanes, ateński komediopisarz (lub 446 p.n.e.; zm. ~385 p.n.e.).
- Perykles Młodszy, ateński polityk i dowódca (zm. 406 p.n.e.).